# المحذق

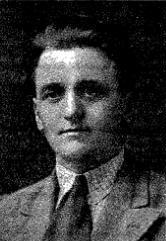
المُحَذَّق هو المسئول عن تلقين الجدد المبادئ الخاصة بالجماعة وهو المصدر الرئيسي لأوامر معينة لجماعة من الفرسان ، مثل فرسان الإسبتارية وفرسان الهيكل ، ضمن منطقة جغرافية معينة. كان للمُحَذَّق سيطرة مطلقة على إخوانه و هو المسؤول الأول أمام السيد الأعظم لنظامه الخاص. و التركيز الرئيسي للمدرسة هو كنيستها وأماكن الإقامة للأخوة.

المُحَذَّق أو المُدرب (بالإنجليزية: preceptor ومشتقة من اللاتينية: "praecepto") وتعني المعلم المسؤول عن دعم قانون معين أو تقليد ويسمي ذلك بالمبدأ.

## رتبة القوات المسيحية العسكرية
المُحَذَّق هو المسئول عن تلقين الجدد المبادئ الخاصة بالجماعة وهو المصدر الرئيسي لأوامر معينة لجماعة من الفرسان، مثل فرسان الإسبتارية وفرسان الهيكل، ضمن منطقة جغرافية معينة. كان للمُحَذَّق سيطرة مطلقة على إخوانه وهو المسؤول الأول أمام السيد الأعظم لنظامه الخاص. والتركيز الرئيسي للمدرسة هو كنيستها وأماكن الإقامة للأخوة.

## الماسونية
في الماسونية الحديثة، يكون المُدرب هو رئيس مجلس التعليم. تعمل هذه الوظيفة داخل منطقة جغرافية فيقوم علي توفر التدريب على أداء طقوس النظام لأعضاء النظام. المدرب هو منصب منتخب وعادة ما يكون ماسونيًا أمضى عدة سنوات كمدير احتفالات في نزله المحلي ويعتبر خبيرًا في طقوس النظام.
في الماسونية الإنجليزية، عادة ما يتم تعيين مدير النزل من قبل السيد. مسؤوليته الرئيسية هي حث هؤلاء البنائين الذين نسوا كلماتهم. بعض النزل، وبعض المدرسين، يأخذون وضعه النظري كمعلم بجدية أكبر من الآخرين.

## الأديرة
يشير مصطلح «لقب مُدرب» عادةً إلى راهب مسؤول عن تأليف الموسيقى في دير. فيدرب الرهبان الجدد وطالبي الرهبنة على تقاليد البادية في الخدمات والصلوات اليومية.

## التعليم
في بعض جامعات أمريكا الشمالية لديها منصب طالب خاص يسمى المُدرب. المدربون هم طلاب متطوعون يساعدون أستاذ هيئة التدريس ومساعدي التدريس في فصل محاضرة كبير من خلال المساعدة في تصميم دروس معينة وعقد ساعات مكتبه وجلسات المراجعة الخاصة به. في بعض الحالات، يُطلب من المتطوعين أخذ فصل خارجي يركز على تطوير القيادة، حيث يتم تحديد الدرجة النهائية من قبل كل من أستاذ المحاضرة ومعلم تطوير القيادة. وهكذا، يكسب المُدرب الفضل في إدارته. تعتبر تجربة قيادية جيدة وتنعكس جيدًا على الطالب في نصه. يمكن أن يشير المعلم أيضًا إلى طالب ممول مدفوع الأجر. 
في بعض الجامعات، بما في ذلك هارفارد وكامبريدج وأكسفورد، «المدرسون» ليسوا طلابًا على الإطلاق ولكن أعضاء هيئة التدريس يقومون بتدريس دورات في الكتابة والموسيقى والرياضيات واللغات وعلوم الحياة. في بعض الأقسام، لا يكونون أعضاء هيئة تدريس دائمين، بل أعضاء هيئة تدريس من غير درجات السلم (حاصلون على درجة الدكتوراه عمومًا) يساعدون في إدارة الدورة وإدارتها، خاصةً مع الكليات الأكبر. من بين المدرسين في جامعة هارفارد، الذين يقومون بتدريس الكتابة التمهيدية، الكاتب النيويوركي جورج باكر، والروائي توم بيروتا، والناقد الموسيقي السابق في غلوب ريتشارد داير، والشاعر دان شياسون.[بحاجة لمصدر] في جامعة كولومبيا، من ناحية أخرى، «المدرسون» هم طلاب دراسات عليا كبار يقومون، جنبًا إلى جنب مع كبار أعضاء هيئة التدريس، بتدريس دورات حول «الأدب الإنساني» و «الحضارة المعاصرة». يستخدم العنوان أيضًا للإشارة إلى مساعدي التدريس في جامعة برينستون، وهم عادةً طلاب دراسات عليا.

## الصحة
في الطب، والصحة المتحالفة، والمسعفين، والصيدلة، وتعليم التمريض، يكون المدرب ممارسًا ماهرًا أو عضو هيئة تدريس يشرف على الطلاب في بيئة سريرية للسماح بالتجربة العملية مع المرضى. 